# 朗特奈
朗特奈（法語：Lantenay，法語發音：[lɑ̃tnɛ] ⓘ）是法国科多尔省的一个市镇，位于该省中东部，属于第戎区。

## 地理
朗特奈（47°20'32"N, 4°52'0"E）面积17.13 平方千米，位于法国勃艮第-弗朗什-孔泰大區科多尔省，该省份为法国中东部省份，北起奥布省，西接涅夫勒省和约讷省，南至索恩-卢瓦尔省，东南接汝拉省，东临上索恩省，东北部与上马恩省接壤。
与朗特奈接壤的市镇（或旧市镇、城区）包括：帕克、乌什河畔弗勒雷、普勒努瓦、乌什河畔沃拉尔、昂塞、普隆比耶尔莱第戎。

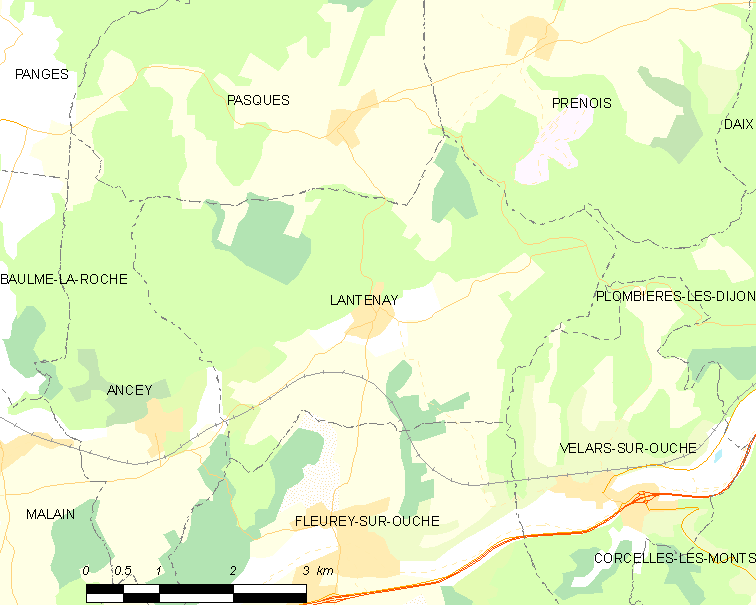
朗特奈的OSM定位图

朗特奈的时区为UTC+01:00、UTC+02:00（夏令时）。

## 行政
朗特奈的邮政编码为21370，INSEE市镇编码为21339。

## 政治
朗特奈所属的省级选区为塔朗县。

## 人口

1962-2008年间朗特奈人口变化图示

朗特奈于2022年1月1日时的人口数量为501人。